# Ньютоновская жидкость
Нью́то́новская жи́дкость (названная так в честь Исаака Ньютона) — вязкая жидкость, подчиняющаяся в своём течении закону вязкого трения Ньютона, то есть касательное напряжение и градиент скорости в такой жидкости линейно зависимы. Коэффициент пропорциональности между этими величинами известен как вязкость.

## Определение
Простое уравнение, описывающее силы вязкости в ньютоновской жидкости, во многом определяющие её поведение, основано на сдвиговом течении:
{\displaystyle \tau =\mu {\frac {\partial u}{\partial y}}},
где:
- {\displaystyle \tau } — касательное напряжение, вызываемое жидкостью, Па;
- {\displaystyle \mu } — динамический коэффициент вязкости — коэффициент пропорциональности, Па·с;
- {\displaystyle {\frac {\partial u}{\partial y}}} — производная скорости в направлении, перпендикулярном направлению сдвига, с−1.

Это уравнение обычно используют при течении жидкости в одном направлении, когда вектор скорости течения можно считать сонаправленным (параллельным) во всех точках рассматриваемого объёма жидкости.
Из определения, в частности, следует, что ньютоновская жидкость продолжает течь, даже если внешние силы очень малы, лишь бы они не были строго нулевыми. Для ньютоновской жидкости вязкость, по определению, зависит только от температуры и давления (а также от химического состава, если жидкость не является беспримесной), и не зависит от сил, действующих на неё. Типичная ньютоновская жидкость — вода.
Если жидкость несжимаема и вязкость постоянна во всем объёме жидкости, то касательное напряжение в прямоугольной системе координат выражается уравнением:
{\displaystyle \tau _{ij}=\mu \left({\frac {\partial u_{i}}{\partial x_{j}}}+{\frac {\partial u_{j}}{\partial x_{i}}}\right)}
с сопутствующим тензором напряжения {\displaystyle \mathbb {P} } (также часто обозначается {\displaystyle \mathbf {\sigma } }):
{\displaystyle \mathbb {P} _{ij}=-p\delta _{ij}+\mu \left({\frac {\partial u_{i}}{\partial x_{j}}}+{\frac {\partial u_{j}}{\partial x_{i}}}\right)},
где, согласно традиционным обозначениям тензора:
- {\displaystyle \tau _{ij}} — касательное напряжение на {\displaystyle i}-й грани элемента жидкости в {\displaystyle j}-м направлении;
- {\displaystyle u_{i}} — скорость в {\displaystyle i}-м направлении;
- {\displaystyle x_{j}} — {\displaystyle j}-я координата направления.

Если жидкость не подчиняется этим отношениям (вязкость изменяется в зависимости от скорости тока жидкости), то её в противоположность называют неньютоновской жидкостью: растворы полимеров, ряд твердых суспензий и большинство очень вязких жидкостей.